# Agriocnemis argentea
Agriocnemis argentea – gatunek ważki z rodziny łątkowatych (Coenagrionidae).